# Aglia hemitaenia
Aglia hemitaenia är en fjärilsart som beskrevs av Karl Schawerda 1924. Aglia hemitaenia ingår i släktet Aglia och familjen påfågelsspinnare. Inga underarter finns listade i Catalogue of Life.